# Saint-Vérand (Isère)
Saint-Vérand è un comune francese di 1 865 abitanti situato nel dipartimento dell'Isère della regione dell'Alvernia-Rodano-Alpi.

## Società

### Evoluzione demografica
Abitanti censiti